# Cersay
Cersay ist eine Commune déléguée in der französischen Gemeinde Plaine-d’Argenson mit 768 Einwohnern (Stand: 1. Januar 2022) im Département Deux-Sèvres in der Region Nouvelle-Aquitaine. Die Einwohner werden Cersaisiens genannt.

## Lage
Cersay liegt etwa 24 Kilometer nordnordöstlich von Bressuire.

## Geschichte
Zum Jahresbeginn 1973 wurde die bis dahin eigenständige Kommune Saint-Pierre-à-Champ (ehemaliger INSEE-Code: 79288) nach Cersay eingemeindet. Die in dieser Form seit 1973 bestehende Gemeinde Cersay wurde dann am 1. Januar 2017 mit Massais und Bouillé-Saint-Paul zur neuen Gemeinde Val en Vignes zusammengeschlossen. Sie gehörte zum Arrondissement Bressuire.

### Bevölkerungsentwicklung
| Jahr                                                                                    | 1962 | 1968 | 1975 | 1982 | 1990 | 1999 | 2006 | 2014 |
| Einwohner                                                                               | 1377 | 1295 | 1174 | 1148 | 1038 | 981  | 964  | 998  |
| für 1962 und 1968 Daten von Cersay und Saint-Pierre-à-Champ; Quellen: Cassini und INSEE |      |      |      |      |      |      |      |      |

## Sehenswürdigkeiten
- Kirche Saint-Hilaire
- Kirche Saint-Pierre-ès-Liens im Weiler Saint-Pierre-à-Champs

## Weinbau
Der Ort liegt im Weinbaugebiet Anjou.